# مقياس المقاومة الكهربائية

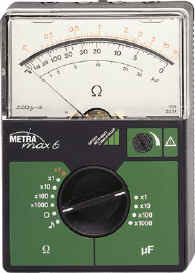
جهازمقياس مقاومة

مقياس المقاومة (بالإنجليزية: Ohmmeter)‏ هو جهاز كهربائي لقياس المقاومة الكهربائية، وحدة قياس المقاومة الكهربائية هي الأوم (Ω).